# Миролюбовский сельский совет (Харьковская область)
Миролюбовский сельский совет (ранее Комсомольский) — входит в состав Лозовского района Харьковской области Украины.
Административный центр сельского совета находится в посёлке Миролюбовка.

## История
- 1929 — дата образования.

## Населённые пункты совета
- посёлок Миролюбовка
- село Мирное
- село Степовое
- село Федоровка